# Едуардо Саверін
Едуардо Саверін (англ. Eduardo Saverin, народ. 20 березня 1982 року) — є одним із співзасновників Facebook, разом з Марком Цукербергом та іншими. Він володіє 1.88 % акцій Facebook на суму 2 500 000 000 $.
Саверін народився в єврейській сім'ї в Сан-Пауло (Бразилія), потім сім'я переїхала в Ріо-де-Жанейро. В 1993 через кримінальне оточення та загрозу кіднепінгу родина була змушена емігрувати в США, в Маямі. Під час навчання в Гарвардському університеті він разом з Марком Цукербергом стояв біля витоків Facebook, діючи як бізнес-менеджер. Згодом віддалився від Цукерберга, і зусиллями останнього його частка в статутному капіталі компанії була розмита до 0,03 %. Саверін подав судовий позов і виграв справу, отримавши за рішенням суду 7 % акцій компанії.
У фільмі Соціальна мережа, роль Едуардо Саверіна грає актор Ендрю Гарфілд. Фільм зображує стосунки між ним та Цукербергом від часів появи Facebook до судових справ Саверіна з Цукербергом.